# Usharal
Usharal (em cazaque:  Үшарал, Úsharal; em russo:  Ушарал) é uma vila no Alakol (distrito) da Almaty (região) no sudeste do Cazaquistão. É a capital do distrito. População: 15,991 (Resultados do Censo 2009); 15,379 (Resultados do Censo de 1999).
Em maio de 2012, quinze corpos foram encontrados em um posto de fronteira queimado perto da vila, na fronteira cazaque-chinesa.

## Clima
| Dados climáticos para Uch-Aral | Dados climáticos para Uch-Aral | Dados climáticos para Uch-Aral | Dados climáticos para Uch-Aral | Dados climáticos para Uch-Aral | Dados climáticos para Uch-Aral | Dados climáticos para Uch-Aral | Dados climáticos para Uch-Aral | Dados climáticos para Uch-Aral | Dados climáticos para Uch-Aral | Dados climáticos para Uch-Aral | Dados climáticos para Uch-Aral | Dados climáticos para Uch-Aral | Dados climáticos para Uch-Aral |
| Mês                            | Jan                            | Fev                            | Mar                            | Abr                            | Mai                            | Jun                            | Jul                            | Ago                            | Set                            | Out                            | Nov                            | Dez                            | Ano                            |
| ------------------------------ | ------------------------------ | ------------------------------ | ------------------------------ | ------------------------------ | ------------------------------ | ------------------------------ | ------------------------------ | ------------------------------ | ------------------------------ | ------------------------------ | ------------------------------ | ------------------------------ | ------------------------------ |
| Média alta °C (°F)             | −9 (15)                        | −7 (20)                        | 4 (39)                         | 17 (63)                        | 24 (76)                        | 30 (86)                        | 32 (90)                        | 31 (87)                        | 24 (76)                        | 16 (60)                        | 3 (38)                         | −6 (22)                        | 13 (56)                        |
| Média baixa °C (°F)            | −20 (−4)                       | −18 (−1)                       | −8 (17)                        | 2 (36)                         | 9 (48)                         | 14 (57)                        | 16 (61)                        | 14 (57)                        | 7 (45)                         | 1 (33)                         | −8 (18)                        | −16 (4)                        | −1 (31)                        |
| Média precipitação cm (pol.)   | 3 (1)                          | 1.3 (0.5)                      | 3.8 (1.5)                      | 2.3 (0.9)                      | 1.8 (0.7)                      | 2.3 (0.9)                      | 2.8 (1.1)                      | 1.3 (0.5)                      | 0.5 (0.2)                      | 2.8 (1.1)                      | 3.8 (1.5)                      | 3.6 (1.4)                      | 28.4 (11.2)                    |
| Fonte: Weatherbase             |                                |                                |                                |                                |                                |                                |                                |                                |                                |                                |                                |                                |                                |